# Гусяча лапка (анатомія ноги)
Гусяча лапка, поверхнева гусяча лапка (лат. pes anserinus, pes anserinus cruris, pes anserinus superficialis) — термін, вживаний щодо сухожилків трьох м'язів, що кріпляться до передньо-медіальної поверхні проксимального кінця великогомілкової кістки (кравецького, тонкого і півсухожилкового). Термін пов'язаний з тим, що три сухожилки сходяться в місці прикріплення разом, нагадуючи лапку з трьома пальцями.

## Будова
Три сухожилки, від переду до заду, що з'єднуються у гусячій лапці, йдуть від кравецького, тонкого і півсухожилкового м'язів.
Гусяча лапка лежить ближче до поверхні відносно великогомілкового прикріплення великогомілкової коллатеральної зв'язки і глибокої гусячої лапки (pes anserinus profundus) — розхідних пучків сухожилків півперетинчастого м'яза.

## Клінічне значення
Іноді в ділянці гусячої лапки виникає хронічний біль і слабкість — симптоми бурситу гусячої сумки. Запалення охоплює медіальну частину коліна. Виникає внаслідок перевантажень чи травми, часто трапляється в спортсменів. Характеризується болем, припуханням та/чи болючістю.
Сухожилок півсухожилкового м'яза може використовуватися для відновлення передньої хрестоподібної зв'язки коліна.

## Галерея

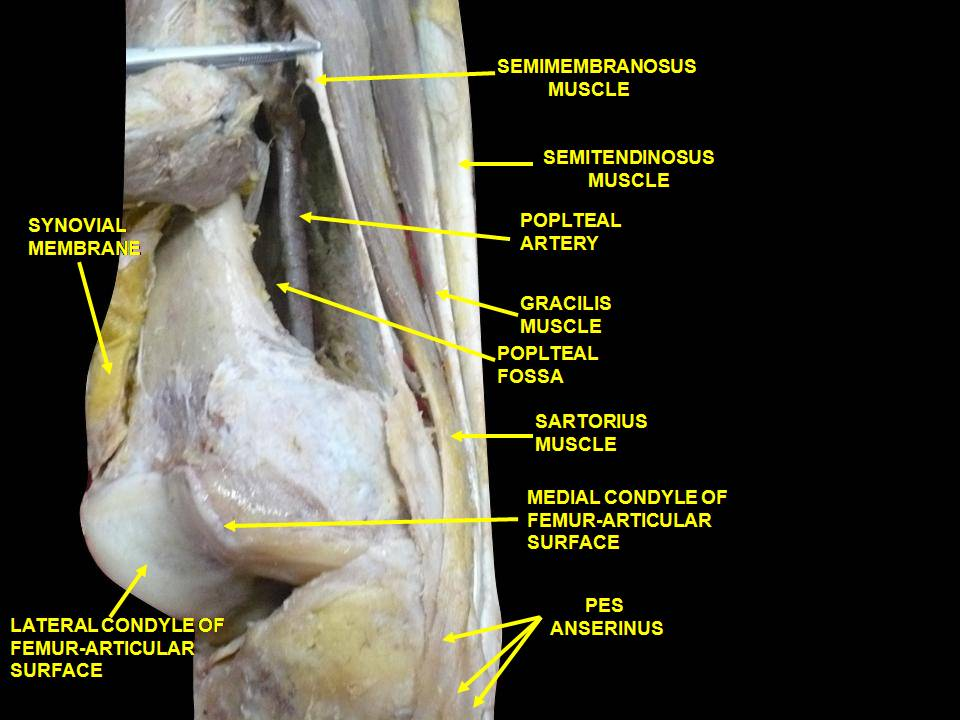
М'язи задньо-медіальної ділянки стегна, вигляд зсередини.